# Мартурель
Мартуре́ль (кат. Martorell, вимова літературною каталанською [məɾtu'ɾeʎ]) - муніципалітет, розташований в Автономній області Каталонія, в Іспанії. Код муніципалітету за номенклатурою Інституту статистики Каталонії - 81141. Знаходиться у районі (кумарці) Баш-Любрагат (коди району - 11 та BT) провінції Барселона, згідно з новою адміністративною реформою перебуватиме у складі баґарії (округи) Барселона. За кількістю населення у 2007 р. місто займало 47 місце серед муніципалітетів Каталонії.

## Назва муніципалітету
Назва муніципалітету походить від кат. màrtir - "офір, постраждалий".

## Населення
Населення міста (у 2007 р.) становить 25.844 особи (з них менше 14 років - 16,9%, від 15 до 64 - 69,3%, понад 65 років - 13,8%). У 2006 р. народжуваність склала 386 осіб, смертність - 176 осіб, зареєстровано 113 шлюбів. У 2001 р. активне населення становило 12.125 осіб, з них безробітних - 1.204 особи.

Серед осіб, які проживали на території міста у 2001 р., 14.788 народилися в Каталонії (з них 6.708 осіб у тому самому районі, або кумарці), 6.305 осіб приїхало з інших областей Іспанії, а 1.930 осіб приїхало з-за кордону. 

Вищу освіту має 9% усього населення. 

У 2001 р. нараховувалося 8.098 домогосподарств (з них 15,8% складалися з однієї особи, 30,5% з двох осіб,24% з 3 осіб, 20,9% з 4 осіб, 5,6% з 5 осіб, 1,8% з 6 осіб, 0,5% з 7 осіб, 0,4% з 8 осіб і 0,3% з 9 і більше осіб).

Активне населення міста у 2001 р. працювало у таких сферах діяльності : у сільському господарстві - 0,6%, у промисловості - 37,7%, на будівництві - 8,6% і у сфері обслуговування - 53,1%. 

 У муніципалітеті або у власному районі (кумарці) працює 24.685 осіб, поза районом - 5.946 осіб.

### Доходи населення
У 2002 р. доходи населення розподілялися таким чином :
| \| Доходи населення за статтями доходів \| Доходи населення за статтями доходів \| Доходи населення за статтями доходів \| \| Рік \| 2002 р. \| 2001 р. \| \| ------------------------------------ \| ------------------------------------ \| ------------------------------------ \| \| Заробітна платня \| 68,1% \| 70,2% \| \| Доходи від ведення бізнесу \| 16,9% \| 15,9% \| \| Соціальна допомога \| 14,9% \| 13,9% \| |         |         |
| Доходи населення за статтями доходів |         |         |
| Рік | 2002 р. | 2001 р. |
| Заробітна платня | 68,1%   | 70,2%   |
| Доходи від ведення бізнесу | 16,9%   | 15,9%   |
| Соціальна допомога | 14,9%   | 13,9%   |

### Безробіття
У 2007 р. нараховувалося 967 безробітних (у 2006 р. - 1.038 безробітних), з них чоловіки становили 45,6%, а жінки - 54,4%.

## Економіка
У 1996 р. валовий внутрішній продукт розподілявся по сферах діяльності таким чином :
| \| Валовий внутрішній продукт \| Валовий внутрішній продукт \| Валовий внутрішній продукт \| \| Рік \| 1996 р. \| 1991 р. \| \| -------------------------- \| -------------------------- \| -------------------------- \| \| Сільське господарство \| 0% \| 0% \| \| Промисловість \| 54,3% \| 0% \| \| Будівництво \| 5% \| 0% \| \| Послуги \| 40,6% \| 0% \| |         |         |
| Валовий внутрішній продукт |         |         |
| Рік | 1996 р. | 1991 р. |
| Сільське господарство | 0%      | 0%      |
| Промисловість | 54,3%   | 0%      |
| Будівництво | 5%      | 0%      |
| Послуги | 40,6%   | 0%      |

### Підприємства міста

#### Промислові підприємства
| \| Промислові підприємства міста, за сферою діяльності \| Промислові підприємства міста, за сферою діяльності \| Промислові підприємства міста, за сферою діяльності \| \| Рік \| 2002 р. \| 2001 р. \| \| --------------------------------------------------- \| --------------------------------------------------- \| --------------------------------------------------- \| \| Енергетичні та водні ресурси \| 2,7% \| 2,2% \| \| Хімія та метали \| 8,7% \| 7,2% \| \| Переробка металів \| 53,6% \| 54,1% \| \| Продукти харчування \| 7,1% \| 6,6% \| \| Текстиль \| 6% \| 6,1% \| \| Виробництво меблів, видання \| 15,3% \| 17,1% \| \| Інше \| 6,6% \| 6,6% \| \| Усього підприємств \| 183 \| 181 \| |         |         |
| Промислові підприємства міста, за сферою діяльності |         |         |
| Рік | 2002 р. | 2001 р. |
| Енергетичні та водні ресурси | 2,7%    | 2,2%    |
| Хімія та метали | 8,7%    | 7,2%    |
| Переробка металів | 53,6%   | 54,1%   |
| Продукти харчування | 7,1%    | 6,6%    |
| Текстиль | 6%      | 6,1%    |
| Виробництво меблів, видання | 15,3%   | 17,1%   |
| Інше | 6,6%    | 6,6%    |
| Усього підприємств | 183     | 181     |

#### Роздрібна торгівля
| \| Підприємства роздрібної торгівлі міста, за сферою діяльності \| Підприємства роздрібної торгівлі міста, за сферою діяльності \| Підприємства роздрібної торгівлі міста, за сферою діяльності \| \| Рік \| 2002 р. \| 2001 р. \| \| ------------------------------------------------------------ \| ------------------------------------------------------------ \| ------------------------------------------------------------ \| \| Продукти харчування \| 30,8% \| 29,3% \| \| Одяг та взуття \| 20% \| 19,2% \| \| Товари для дому \| 16,9% \| 17,5% \| \| Книги та періодичні видання \| 2,1% \| 3,1% \| \| Промислова хімічна продукція \| 7,7% \| 7% \| \| Продукція, пов'язана з транспортними засобами \| 5,6% \| 6% \| \| Інше \| 16,9% \| 18% \| \| Усього підприємств \| 426 \| 417 \| |         |         |
| Підприємства роздрібної торгівлі міста, за сферою діяльності |         |         |
| Рік | 2002 р. | 2001 р. |
| Продукти харчування | 30,8%   | 29,3%   |
| Одяг та взуття | 20%     | 19,2%   |
| Товари для дому | 16,9%   | 17,5%   |
| Книги та періодичні видання | 2,1%    | 3,1%    |
| Промислова хімічна продукція | 7,7%    | 7%      |
| Продукція, пов'язана з транспортними засобами | 5,6%    | 6%      |
| Інше | 16,9%   | 18%     |
| Усього підприємств | 426     | 417     |

#### Сфера послуг
| \| Підприємства міста, що працюють у сфері послуг, за діяльністю \| Підприємства міста, що працюють у сфері послуг, за діяльністю \| Підприємства міста, що працюють у сфері послуг, за діяльністю \| \| Рік \| 2002 р. \| 2001 р. \| \| ------------------------------------------------------------- \| ------------------------------------------------------------- \| ------------------------------------------------------------- \| \| Гуртова торгівля \| 12,5% \| 13,1% \| \| Готелі та готельний бізнес \| 14,6% \| 15% \| \| Транспорт та зв'язок \| 21,4% \| 20,7% \| \| Посередницькі фінансові послуги \| 5,2% \| 5,2% \| \| Послуги підприємствам \| 11,1% \| 10,6% \| \| Послуги фізичним особам \| 25,1% \| 26% \| \| Нерухомість та ін. \| 10,2% \| 9,5% \| \| Усього підприємств \| 865 \| 812 \| |         |         |
| Підприємства міста, що працюють у сфері послуг, за діяльністю |         |         |
| Рік | 2002 р. | 2001 р. |
| Гуртова торгівля | 12,5%   | 13,1%   |
| Готелі та готельний бізнес | 14,6%   | 15%     |
| Транспорт та зв'язок | 21,4%   | 20,7%   |
| Посередницькі фінансові послуги | 5,2%    | 5,2%    |
| Послуги підприємствам | 11,1%   | 10,6%   |
| Послуги фізичним особам | 25,1%   | 26%     |
| Нерухомість та ін. | 10,2%   | 9,5%    |
| Усього підприємств | 865     | 812     |

## Житловий фонд
У 2001 р. 3,1% усіх родин (домогосподарств) мали житло метражем до 59 м2, 46,3% - від 60 до 89 м2, 39,7% - від 90 до 119 м2 і
11% - понад 120 м2.

З усіх будівель у 2001 р. 13,1% було одноповерховими, 43,2% - двоповерховими, 21
% - триповерховими, 5,9% - чотириповерховими, 9,3% - п'ятиповерховими, 5,4% - шестиповерховими,
0,9% - семиповерховими, 1,2% - з вісьмома та більше поверхами.

## Автопарк
| \| Автомобілі, зареєстровані у місті, за призначенням \| Автомобілі, зареєстровані у місті, за призначенням \| Автомобілі, зареєстровані у місті, за призначенням \| \| Рік \| 2006 р. \| 2005 р. \| \| -------------------------------------------------- \| -------------------------------------------------- \| -------------------------------------------------- \| \| Приватні автомобілі \| 76,1% \| 76,2% \| \| Мотоцикли \| 7,2% \| 6,9% \| \| Вантажівки \| 12,9% \| 13,2% \| \| Трактори \| 0,5% \| 0,4% \| \| Автобуси та ін. \| 3,4% \| 3,2% \| \| Усього автомобілів \| 19.708 шт. \| 18.189 шт. \| |            |            |
| Автомобілі, зареєстровані у місті, за призначенням |            |            |
| Рік | 2006 р.    | 2005 р.    |
| Приватні автомобілі | 76,1%      | 76,2%      |
| Мотоцикли | 7,2%       | 6,9%       |
| Вантажівки | 12,9%      | 13,2%      |
| Трактори | 0,5%       | 0,4%       |
| Автобуси та ін. | 3,4%       | 3,2%       |
| Усього автомобілів | 19.708 шт. | 18.189 шт. |

## Вживання каталанської мови
У 2001 р. каталанську мову у місті розуміли 93,4% усього населення (у 1996 р. - 94,6%), вміли говорити нею 73,9% (у 1996 р. - 
73,7%), вміли читати 75,3% (у 1996 р. - 72,6%), вміли писати 48,6
% (у 1996 р. - 44,8%). Не розуміли каталанської мови 6,6%.

## Політичні уподобання
У виборах до Парламенту Каталонії у 2006 р. взяло участь 9.928 осіб (у 2003 р. - 10.985 осіб). Голоси за політичні сили розподілилися таким чином:
| \| Вибори до Парламенту Каталонії \| Вибори до Парламенту Каталонії \| Вибори до Парламенту Каталонії \| \| Рік \| 2006 р. \| 2003 р. \| \| -------------------------------------- \| ------------------------------ \| ------------------------------ \| \| Конвергенція та Єднання (CiU) \| 30,8% \| 28,5% \| \| Соціалістична партія Каталонії (PSC) \| 30,8% \| 35% \| \| Народна партія (PP) \| 9,9% \| 10,9% \| \| Ініціатива за Каталонію — Зелені (ICV) \| 9,1% \| 9,2% \| \| Республіканська лівиця Каталонії (ERC) \| 13,8% \| 15,2% \| \| Громадяни — Громадянська партія (C's) \| 3,3% \| 0% \| \| Інші \| 2,4% \| 1,2% \| |         |         |
| Вибори до Парламенту Каталонії |         |         |
| Рік | 2006 р. | 2003 р. |
| Конвергенція та Єднання (CiU) | 30,8%   | 28,5%   |
| Соціалістична партія Каталонії (PSC) | 30,8%   | 35%     |
| Народна партія (PP) | 9,9%    | 10,9%   |
| Ініціатива за Каталонію — Зелені (ICV) | 9,1%    | 9,2%    |
| Республіканська лівиця Каталонії (ERC) | 13,8%   | 15,2%   |
| Громадяни — Громадянська партія (C's) | 3,3%    | 0%      |
| Інші | 2,4%    | 1,2%    |

У муніципальних виборах у 2007 р. взяло участь 10.438 осіб (у 2003 р. - 11.559 осіб). Голоси за політичні сили розподілилися таким чином:
| \| Муніципальні вибори \| Муніципальні вибори \| Муніципальні вибори \| \| Рік \| 2007 р. \| 2003 р. \| \| -------------------------------------- \| ------------------- \| ------------------- \| \| Конвергенція та Єднання (CiU) \| 47% \| 36,2% \| \| Соціалістична партія Каталонії (PSC) \| 21,1% \| 28,2% \| \| Народна партія (PP) \| 5,6% \| 6,1% \| \| Ініціатива за Каталонію — Зелені (ICV) \| 10,2% \| 11% \| \| Республіканська лівиця Каталонії (ERC) \| 6,4% \| 11,3% \| \| Громадяни — Громадянська партія (C's) \| 0% \| 0% \| \| Інші \| 9,6% \| 7,3% \| |         |         |
| Муніципальні вибори |         |         |
| Рік | 2007 р. | 2003 р. |
| Конвергенція та Єднання (CiU) | 47%     | 36,2%   |
| Соціалістична партія Каталонії (PSC) | 21,1%   | 28,2%   |
| Народна партія (PP) | 5,6%    | 6,1%    |
| Ініціатива за Каталонію — Зелені (ICV) | 10,2%   | 11%     |
| Республіканська лівиця Каталонії (ERC) | 6,4%    | 11,3%   |
| Громадяни — Громадянська партія (C's) | 0%      | 0%      |
| Інші | 9,6%    | 7,3%    |